# Беловежка гора
Беловежката гора (на беларуски: Белавежская пушча; на полски: Puszcza Białowieska) в буквален превод Беловежки пущинак, известна още като Беловежка пуща e сред най-старите защитени резервати в Европа.
Намира се на границата на Полша с Беларус (Брест) на площ от 145 000 хектарa. Гората е включена в списъка на световното културно и природно наследство на ЮНЕСКО в Европа и е естествено местообитание за европейския бизон – зубъра. Представлява последната низинна девствена гора в Европа, на чиято територия се срещат 700-годишни дъбове, 300-годишни борове, различни видове елени, глигани и др.

## История
За първи път гората се споменава в Ипатиевския летопис през 983 г.
Като защитена територия Беловежката гора е известна още от 1409 г., когато полският крал Владислав II Ягело, в чиито владения тогава се намира гората, издава указ, съгласно който се забранява ловът на зубри в гората.
От 1413 г. гората е част от територията на Великото Литовско княжество, а от 1795 г. е в състава на Русия.
През 1919 г. Беловежката гора преминава във владение на Полша, като в 1921 г. е образувано лесничейство „Резерват“ с площ 4693 ха, с безусловна охрана и защита на територия от 1061 ха.
През 1939 г. Беловежката гора преминава към Белоруската ССР и на нейна територия е създаден Беларуски държавен резерват „Беловежка гора“.
По време на нацистката окупация на Полша, Херман Гьоринг и германският зоолог Луц Хек планират използването на Беловежката гора за опити за развъждане на изчезнали и модифицирани видове, които да съчетаят нацистките идеи за „чистотата на расата“ и „жизнено пространство“ със зоологията, също както и използването на гората като място за лов за Гьоринг и пресъздаване на сцени от „героичното минало“. Германците бързо прочистват гората – около 20 хиляди души са изселени, селата са опожарени, хиляди евреи са избити. Луц Хек успешно заселва в гората създанени и модифицирани от него породи (подобни на тарпан, порода на Хек) и има намерение за създаването на други. Много от животните са убити по време на войната. Отделни единици все още съществуват на територията на резервата.
От 1957 г. беларуската част на гората има статут на Държавно резерватно ловно стопанство, а от 1991 г. е Национален парк „Беловежка гора“ (Нацыянальны парк Белавежская пушча). На територията на Полша е създаден Беловежки национален парк.